# 만화의 이해
《만화의 이해》(영어: Understanding Comics)는 미국의 만화가 스콧 매클라우드가 그린 논픽션 만화이다.